# Липов лад
Липов Лад је један од београдских крајева и једна од 17 звездарских месних заједница.

## Име
Крај је добио име по кафани „Липов Лад“ (липов хлад), око које расту липе.

## Положај
Крај се налази на око 2,5 километра од центра Београда. Границе месне заједнице (МЗ) „Липов Лад“ су: Булевар Краља Александра, раније Револуције (према североистоку и звездарској МЗ „Славујев Поток“ одн. Лиону), ул. Станислава Сремчевића (југоисток, МЗ Врачарско Поље), ул. Војислава Илића (југозапад, општина Врачар одн. крај Црвени Крст) и ул. Брегалничка (северозапад, МЗ Смедеревски Ђерам).

## Карактеристике
Крај је углавном стамбени, са вишим зградама и комерцијалним садржајима углавном уз Булевар. Према попису из 2002., МЗ је имала 5162 становника. Крај је углавном изграђен 1960-их, са травњацима, игралиштима и зеленилом између зграда. Кафана „Липов Лад“ (нова зграда), по којој је крај добио име, налази се у западном делу МЗ, уз Булевар.

## Пети Парк
Пети Парк или Паркић је мала зелена површина у североисточном куту МЗ, на углу улица Станислава Сремчевића и Деспота Оливера, бивша Тонета Томшича. Градска влада је ту средином 2005. исекла дрвеће због градње тржног центра. Локално становништво је протестовало, желећи да сачува зелену површину, тако да је и полиција морала уредовати. Градска влада је тврдила да је површина била намењена за градњу још 1980-их а да је мини-парк био само привремено решење. Локално становништво је добило подршку осталих Београђана и неких славних личности и рок група. У јануару 2008. звездарска општина је посадила 31 јелу у покушају да очува парк.